# Toetsinstrument

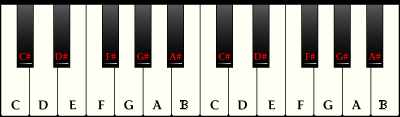
Indeling van de toetsen op een klavier of toetsenbord

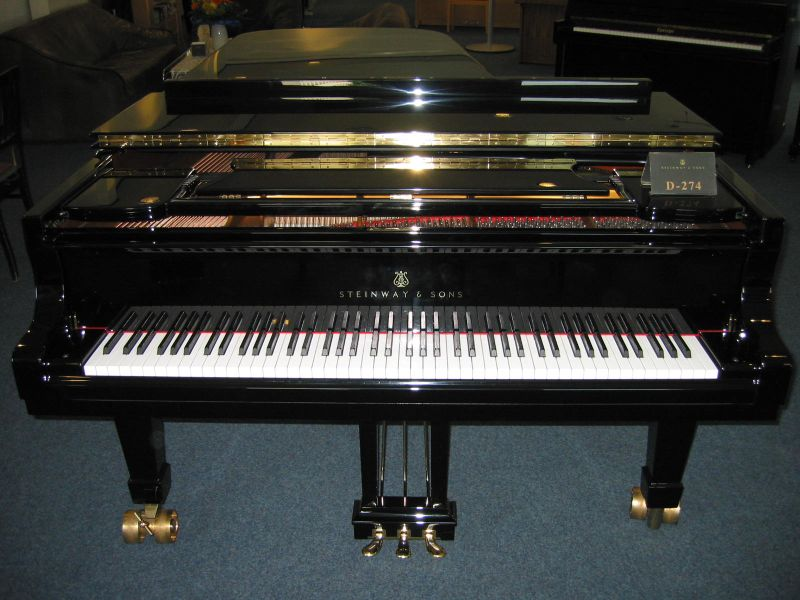
De piano, een gemeenschappelijk toetsinstrument

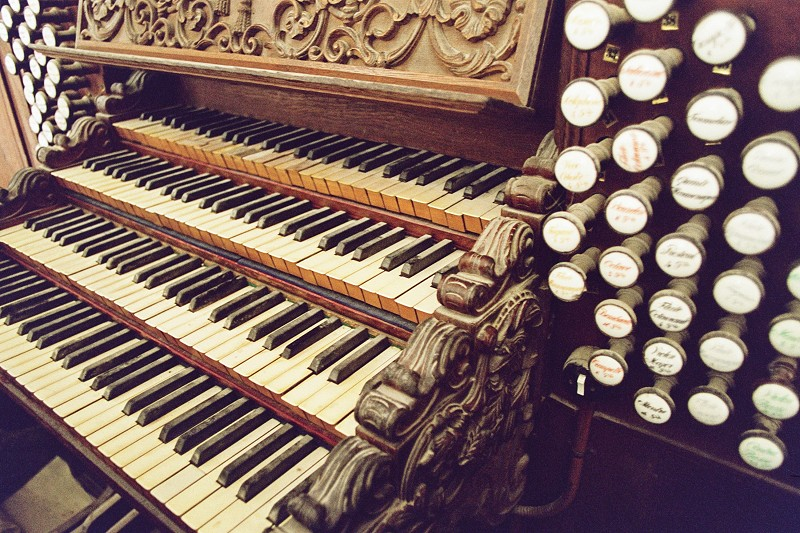
Orgel met vier manualen

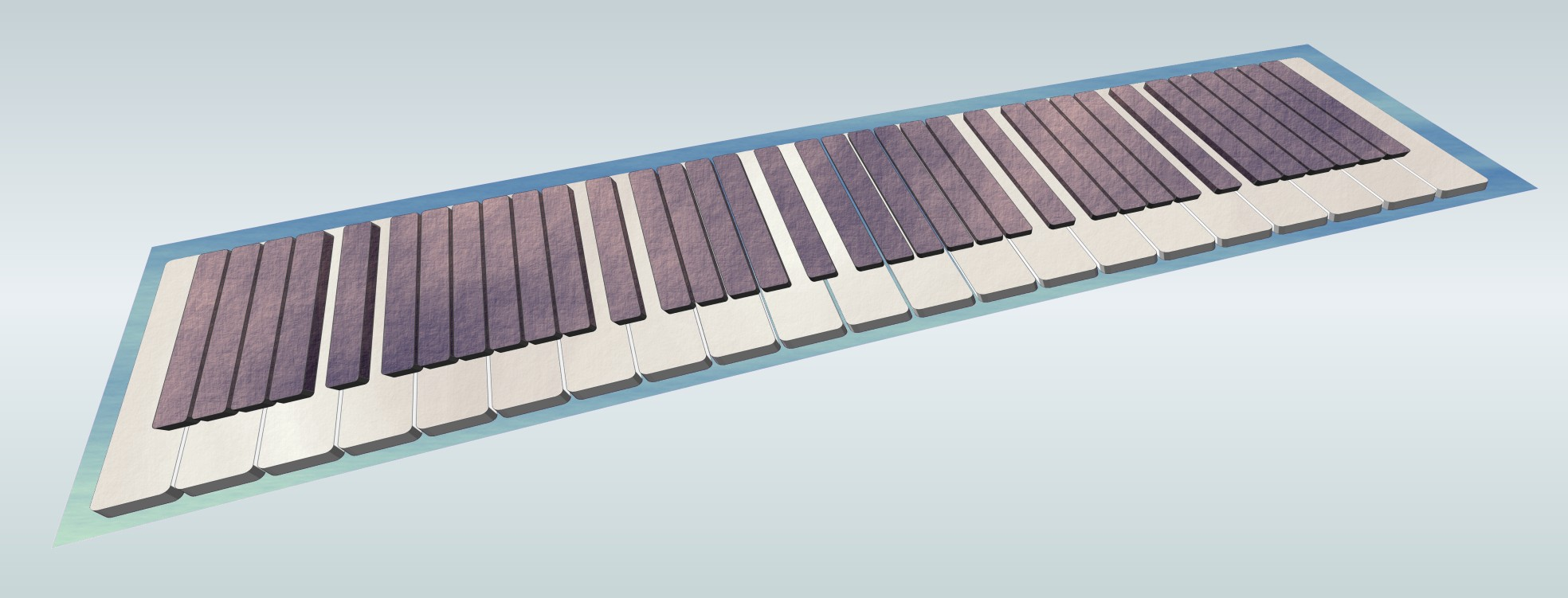
19-toonschalig microtonaal toetsenbord

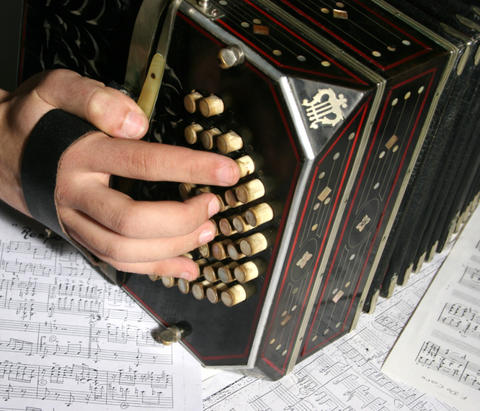
Bandoneon

Een toetsinstrument, ook toetseninstrument of klavierinstrument is een muziekinstrument dat bespeeld wordt met behulp van een klavier of toetsenbord. Voorbeelden van dergelijke instrumenten zijn piano, orgel, synthesizer.
Een klavier zoals hier bedoeld bestaat meestal uit 7 witte en 5 zwarte toetsen per octaaf, zo gerangschikt dat de witte toetsen een toonladder van C-majeur in gelijkzwevende temperatuur ten gehore brengen. Bij sommige instrumenten zijn de kleuren van de toetsen tegenovergesteld, dit zijn vaak klavecimbels of wat oudere synthesizers. Tevens bestaan er instrumenten met een andere microtonale toonschaal, en meer dan 12 toetsen per octaaf.

## Lijst van toetsinstrumenten
- Accordeon
- Klavecimbel
- Orgel
  - Pijp-
  - Hammond-
- Harmonium
- Klavechord
- Ondes-Martenot
- Piano
- Elektrische piano
  - Fender Rhodes
  - Wurlitzer
- Spinet
- Celesta
- Pianet
- Klavinet
- Synthesizer
- Keyboard
- Mellotron
- Luthéal
- Jankó-klavier
- Virginaal
- Vleugel
- Arrangerkeyboard
- Melodica
- Viola organista of Geigenwerk
- De draailier is een kruising tussen een snaarinstrument en een toetsinstrument.

Het carillon heeft weliswaar op het eerste gezicht de speelwijze van een klavier, maar heeft vanwege de grote slag die een toets maakt en de daarvoor benodigde kracht een heel andere bespeling.